# Vincenzo Manzini
Vincenzo Manzini (Udine, 20 agosto 1872 – Venezia, 16 aprile 1957) è stato un giurista italiano.

## Biografia
Allievo di Enrico Ferri, è stato avvocato e professore universitario di Diritto e Procedura penale nelle Università di Ferrara, Sassari, Siena, Università di Napoli, Torino, Pavia, Padova (1920-1938), Roma (1938-1939), e ancora Padova (1939-1943).
Tra le sue opere, sono di maggiore rilievo il "Trattato di diritto penale italiano" e il "Trattato di diritto processuale penale italiano", pubblicati in diverse edizioni dalla UTET di Torino.
È stato anche condirettore degli "Annali di diritto e procedura penale".

### Attività pubblica
Nel corso del biennio rosso offrì una delle prime coperture legali alla creazione di bande armate contro il rivendicazionismo delle classi operaie e contadine
(V. Manzini, Trattato di diritto penale italiano, Torino, 1920, V, 677)
Nel 1926 sostiene apertamente l'arringa di Farinacci nel processo di Chieti in favore degli autori materiali dell'omicidio Matteotti, di uno dei quali aveva assunto la difesa; qualche mese dopo, il testo dell'arringa verrà pubblicato con una prefazione dello stesso Manzini.
Tra il 1928 e il 1930, su incarico del guardasigilli Alfredo Rocco si occupò della redazione del Codice penale (tuttora in gran parte vigente) e soprattutto del Codice di procedura penale.
Massone, è stato iniziato il 19 febbraio 1904 nella Loggia Giovanni Maria Angioy di Sassari, il 26 giugno 1905 è divenuto Maestro massone.

## Scuola
Tra i suoi allievi Giacomo Delitala e Giandomenico Pisapia, quest'ultimo presidente del comitato che tra il 1987 e il 1988 allestì il vigente Codice di procedura penale .

## Omaggi
Il comune di San Daniele del Friuli ha nominato la propria scuola superiore di secondo grado "I.S.I.S. V. Manzini".

## Pubblicazioni
- Sulla delinquenza in Friuli, Udine 1897
- Trattato di diritto penale italiano, Milano 1908-19 (Torino 1981-87)
  -  Trattato di diritto penale italiano, vol. 1, Torino, Fratelli Bocca, 1908.
  -  Trattato di diritto penale italiano, vol. 2, Torino, Fratelli Bocca, 1908.
  -  Trattato di diritto penale italiano, vol. 3, Torino, Fratelli Bocca, 1910.
  -  Trattato di diritto penale italiano, vol. 4, Torino, Fratelli Bocca, 1911.
  -  Trattato di diritto penale italiano, vol. 5, Torino, Fratelli Bocca, 1913.
- Trattato di procedura penale e di ordinamento giudiziario, Torino 1920
- Istituzioni di diritto penale italiano, Milano 1923
- Istituzioni di diritto processuale penale, Padova 1931
- Trattato di diritto processuale penale italiano secondo il nuovo codice, Torino 1931-32
- Trattato di diritto penale italiano secondo il codice del 1930, Torino 1933-34
- Studiosi e artisti italiani a S.S. Pio XII, Città del Vaticano 1943